# Centralna Komisja Wojskowa KC Partii Pracy Korei
Centralna Komisja Wojskowa Komitetu Centralnego Partii Pracy Korei (kor. 중앙군사위원회, pełna nazwa: Komisja do spraw Wojskowych Komitetu Centralnego Partii Pracy Korei) – kolegialny organ Komitetu Centralnego Partii Pracy Korei, sprawujący partyjne zwierzchnictwo nad siłami zbrojnymi Korei Północnej. Funkcje i rola komisji w systemie politycznym KRLD jest podobna do tej, którą w Chińskiej Republice Ludowej spełnia tamtejsza Centralna Komisja Wojskowa KC Komunistycznej Partii Chin. W Korei Północnej rola CKW była jednak ograniczona ze względu na wpływ Komisji Obrony Narodowej, zlikwidowanej w czerwcu 2016, faktycznie najważniejszego organu decyzyjnego we wszelkich sprawach państwowych KRLD. Komisja Obrony Narodowej stanowiła organ państwowy, a nie partyjny. Obie komisje współpracowały ze sobą przy podejmowaniu decyzji dotyczących wojska. Rola CKW w procesie decyzyjnym zwiększyła się w ramach postanowień 3. Konferencji Delegatów Partii Pracy Korei, która odbyła się we wrześniu 2010. Obecnie od 11 kwietnia 2012 przewodniczącym CKW jest marszałek Kim Dzong Un, syn zmarłego w grudniu 2011 roku poprzedniego przywódcy KRLD, Kim Dzong Ila.
Wydziały Komitetu Centralnego PPK, których praca jest szczególnie istotna z punktu widzenia Centralnej Komisji Wojskowej, to Wydział Wojskowy (dyrektor: gen. płk. O Il Jŏng), Obrony Cywilnej (dyrektor: wicemar. Kim Yŏng Ch’un; zajmuje się między innymi wychowaniem polityczno-ideologicznym rezerwistów) oraz Przemysłu Maszynowego (któremu szefuje gen. płk. Ju Kyu Ch’ang), odpowiedzialny między innymi za produkcję maszyn na potrzeby wojska.

## Historia
Centralna Komisja Wojskowa KC Partii Pracy Korei została utworzona decyzją Najwyższego Zgromadzenia Ludowego, parlamentu KRLD, w czerwcu 1950 roku. Jej pierwszym i wieloletnim przewodniczącym był założyciel i pierwszy przywódca Korei Północnej, Kim Ir Sen. Komisja została rozwiązana po zakończeniu wojny koreańskiej w 1953 roku, przywrócono ją jednak w okresie pomiędzy 4. Kongresem Partii Pracy Korei (wrzesień 1961) oraz 2. Konferencją Delegatów PPK w 1966 roku. Podobnie jak dziś, CKW zajmowała się wówczas kontrolą nad armią, w tym głównie politycznymi aspektami zarządzania wojskiem.
Na mocy decyzji 3. Konferencji Delegatów Partii Pracy Korei we wrześniu 2010 roku nominacje na wiceprzewodniczących Centralnej Komisji Wojskowej otrzymali Kim Dzong Un oraz Ri Yŏng Ho, wówczas dowódca Sztabu Generalnego Koreańskiej Armii Ludowej (pozbawiony wszystkich stanowisk w lipcu 2012 roku). Ponadto na 3. Konferencji wymieniono skład CKW – spośród wszystkich jej członków, powołanych w latach 1980-1997, zaledwie dwóch (wicemar. Kim Yŏng Ch’un oraz gen. Kim Myŏng Guk) zachowało członkostwo w Komisji. Zmarły kilka miesięcy później Jo Myŏng Rok wszedł w skład Prezydium Biura Politycznego KC. Marszałkowie Kim Ch’ŏl Man oraz Ri Ŭl Sŏl odeszli z Komisji, choć zachowali jednocześnie członkostwo w Komitecie Centralnym. Wicemarszałek Ri Ha Il przeszedł na emeryturę, zaś trzygwiazdkowi generałowie Kim Kang Hwan oraz Ch’oe Sang Uk zniknęli wówczas z list członków zarówno Centralnej Komisji Wojskowej, jak i Komitetu Centralnego.
Podczas 4. Konferencji Delegatów 11 kwietnia 2012 trzecim wiceprzewodniczącym Komisji został wicemar. Ch’oe Ryong Hae (tuż przed konferencją objął również funkcję dowódcy Wydziału Politycznego KAL), natomiast jej przewodniczącym ostatecznie został Kim Dzong Un, obecny przywódca KRLD.

## Członkowie Centralnej Komisji Wojskowej KC PPK
- Przewodniczący: marsz. Kim Dzong Un
- Wiceprzewodniczący: wicemar. Ch’oe Ryong Hae, wicemar. Hyŏn Yŏng Ch’ŏl (do 2015)
- Członkowie: wicemar. Kim Yŏng Ch’un, wicemar. Kim Jŏng Gak, gen. Kim Myŏng Guk (do 2016), gen. Kim Kyŏng Ok, gen. Kim Wŏn Hong, gen. Jŏng Myŏng Do, gen. Ri Pyŏng Ch’ŏl, gen. Ch’oe Pu Il, gen. Kim Yŏng Ch’ŏl, gen. Yun Jŏng Rin, gen. płk. Ju Kyu Ch’ang, gen. płk. Ch’oe Sang Ryŏ, gen. płk. Ch’oe Kyŏng Sŏng, gen. U Tong Ch’ŭk, gen. Jang Sŏng T’aek (do 2013), wicemar. Hyŏn Ch’ŏl Hae, gen. Ri Myŏng Su, gen. por. Kim Rak Gyŏm